# Alejandro Tejeda
Domingo Alejandro Tejeda Jáquez (Santo Domingo, 1º maggio 1949) è un ex cestista e allenatore di pallacanestro dominicano.

## Carriera
Con la Rep. Dominicana ha disputato cinque edizioni dei Campionati centramericani (1969, 1971, 1973, 1975, 1977).
Da allenatore ha guidato la Rep. Dominicana ai Giochi panamericani di San Juan 1979.